# Школа № 39 (Новосибирск)
Школа  № 39 — специальная коррекционная школа-интернат для детей с различными нарушениями зрения. Расположена в Ленинском районе Новосибирска. Основана в 1932 году.

## История
В 1932 году была открыта общеобразовательная школа-интернат для слепых и слабовидящих детей.
В 1941—1945 годах коллектив преподавателей внёс большой вклад в реабилитацию солдат, ослепших во время боевых действий: знакомили с шрифтом Брайля, обучали ориентировке. Учащиеся школы участвовали в концертах, организованных для раненых.
С 1958 года ученики принимают участие в турнирах по шахматам на территории Сибири и Дальнего Востока России и добиваются призовых мест.
В 1964 году тифлопедагоги школы участвуют во Всесоюзных педагогических чтениях.
В 1965 году образовательное учреждение перебазируется в новое здание, расположенное на Фасадной улице, и в этом же году становится средней школой.

## Образовательная деятельность
Апробация коррекционно-развивающих технологий обучения по таким предметам как история, литература, география. Проведение занятий по-английскому языку в клубе «Язык открывает мир».
Организация для родителей консультационного центра, для них публикуются брошюры из серии «Помоги своему ребёнку».
Разработка таких программ как «Работа с соломой», учебно-методический комплекс «Мир животных» и «Знакомство с социокультурной средой г. Новосибирска».
В учреждении есть музыкальная школа, участники которой завоёвывали призовые места на областном смотре художественной самодеятельности среди детей инвалидов.
Существует музей истории школы. Организована детская организация «Союз открытых сердец».
Школа принимает участие в российском конкурсе коррекционных программ.

## Награды
Школа получила диплом Министерства образования РФ за создание программы для кабинета сенсорного обучения детей со зрительными нарушениями.